# Expectations
Expectations från 1972 är ett musikalbum med Keith Jarretts ”American Quartet” utökad med gitarristen Sam Brown och slagverkaren Airto Moreira samt stråkar och brass. Albumet spelades in i april 1972 i New York.
Expectations är den enda inspelning Jarrett gjorde under eget namn på Columbia. Som medlem i Miles Davis grupp hade Jarrett tidigare spelat in för bolaget och fick nu ett eget kontrakt. Men kort efter utgivningen av Expectations bröt Columbia avtalet med Jarrett.

## Låtlista
All musik är skriven av Keith Jarrett.
1. Vision – 0:51
2. Common Mama – 8:14
3. The Magician in You – 6:55
4. Roussillon – 5:25
5. Expectations – 4:29
6. Take Me Back – 9:33
7. The Circular Letter (for J.K.) – 5:04
8. Nomads – 17:23
9. Sundance – 4:31
10. Bring Back the Time When (If) – 9:53
11. There Is a Road (God's River) – 5:32

## Medverkande
- Keith Jarrett – piano, orgel, sopransaxofon, tamburin, slagverk
- Dewey Redman – tenorsaxofon, slagverk
- Sam Brown – gitarr
- Charlie Haden – bas
- Paul Motian – trummor
- Airto Moreira – slagverk, trummor
- Okända stråkar
- Okänt brass

Moreira and Motian spelar båda trummor på spår 7 och 9